# Авансированный капитал
Авансированный капитал — денежные средства (или любое другое имущество), затраченные с целью получения прибыли на организацию производства, приобретение оборудования, начало осуществления предпринимательской деятельности. Часть авансированного капитала, воплощенного в средствах труда — различный инструмент, оборудование, сооружения — относят к основному капиталу. Другая часть — затраты на сырьё и материалы, заработную плату — относятся к оборотному капиталу.
Капитал авансированный
Англ. advanced capital
денежные средства или имущественные ценности, предварительно инвестированные в проект, до того, как он стал приносить доход. Средства, обычно предоставляемые под конкретную задачу для её последующей реализации, в том числе и создание нового предприятия.
Авансированный капитал
Денежный капитал, предназначенный для приобретения средств производства, организации дела, осуществления бизнес-проектов, обещающих принести в будущем прибыль. Иными словами, авансированный капитал является вложенным в капитал авансом. Такой капитал обычно предоставляется под определенный проект в целях его последующего осуществления (создание нового предприятия, фирмы, организацию нового дела).